# Стоян Калоянов (революционер)
 Тази статия е за революционера от ВМОРО.  За военния деец вижте Стоян Калоянов (офицер).  
Стоян Георгиев Калоянов е български революционер, деец на Вътрешната македоно-одринска революционна организация в Дедеагачко.

## Биография
Стоян Калоянов е роден в тракийското дедеагачко село Доганхисар, тогава в Османската империя, днес в Гърция. В 1898 година емигрира в България и се установява в Пловдив. Тук е привлечен към ВМОРО като е покръстен от Гоце Делчев и Пере Тошев. Двамата му възлагат задача да се върне в Дедагачко и заедно с Георги Маринов да засилят организационната мрежа и да проучат начини за снабдяване с пари. Под прикритието на събирач за едър добитък за угояване пристига в Доган Хисар и обикаля съседните села и град Дедеагач, като влиза в контакт с Маринов и други организационни дейци. Принуден е обаче да се завърне в Пловдив.
На следната 1899 година отново обикаля Дедеагачко, но заподозрян от властите, трябва да бяга отново в Пловдив, където с установя постоянно и се занимав с железарство, като не престава и революционната си дейност. В Пловдив заема важно място сред одринската емиграция. Работи заедно с Нестор Иванов и е постоянен член на настоятелството на Пловдивското македоно-одринско дружество.
В 1907 година Калоянов е инициаторът за образуване на Съюза на одринските братства. По-късно е член на управата на фонд Тракийско дело в Пловдив. Част от широката му кореспонденция с македоно-одрински дейци и други документи са отпечатани в „Тракийски сборник“, кн. 4, стр. 124 – 174.
В 1943 година е председател на Илинденската организация в анексирания от България Дедеагач.
Умира в Пловдив.